# Pas Cardenal Samoré
El Pas Cardenal Samoré (castellà: Paso Fronterizo Internacional Cardenal Antonio Samoré) és un coll fronterer entre les repúbliques de Xile i Argentina, situat en la serralada dels Andes a una altura de 1.305 metres sobre el nivell mitjà del mar. Uneix la X Regió de Los Lagos, Xile amb la Província de Río Negro, Argentina a través de la ruta CH-215 de Xile i la Ruta Nacional 231 de Argentina.

## Galeria

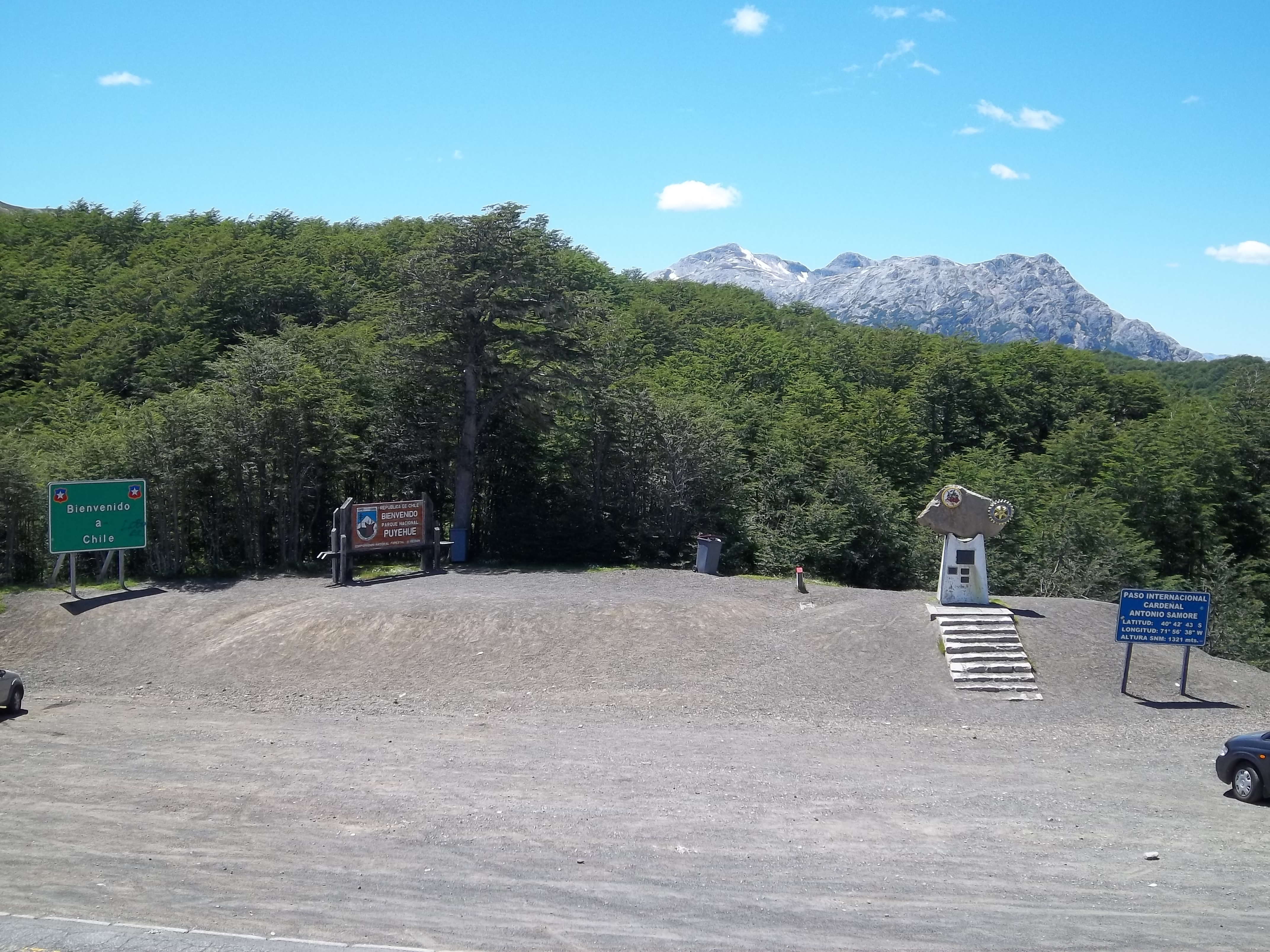
El Pas, costat xilè i costat argentí.
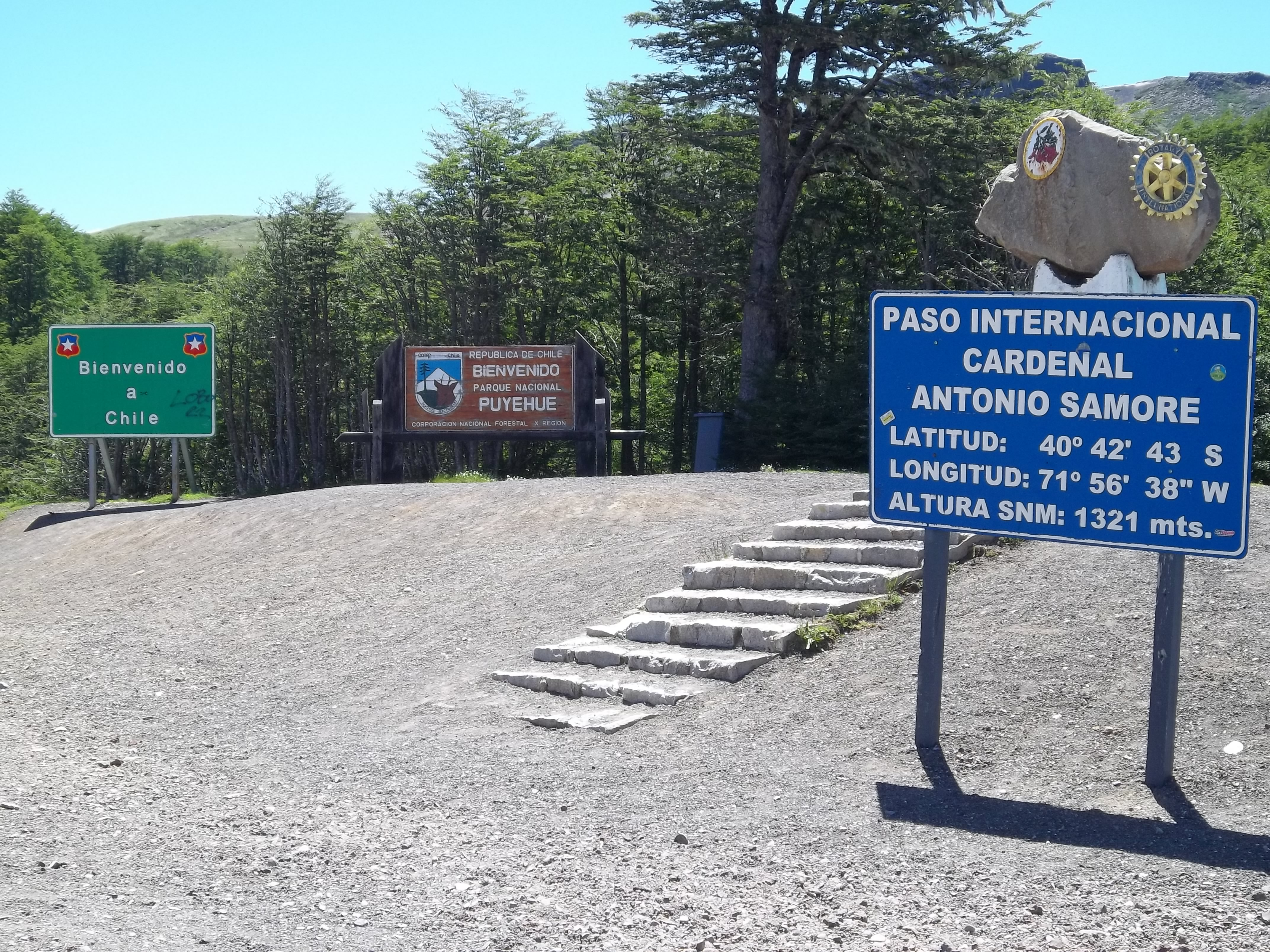
Punt límit del Pas.